# Chixiltón
Chixiltón är en ort i Mexiko.   Den ligger i kommunen Chenalhó och delstaten Chiapas, i den sydöstra delen av landet, 700 km öster om huvudstaden Mexico City. Chixiltón ligger 1 879 meter över havet och antalet invånare är 401.
Terrängen runt Chixiltón är kuperad åt sydost, men åt nordväst är den bergig. Terrängen runt Chixiltón sluttar norrut. Runt Chixiltón är det ganska tätbefolkat, med 134 invånare per kvadratkilometer. Närmaste större samhälle är Pantelhó, 18,3 km nordost om Chixiltón. Omgivningarna runt Chixiltón är en mosaik av jordbruksmark och naturlig växtlighet.